# Кубооктаэдр
Кубоокта́эдр или кубокта́эдр — полуправильный многогранник (архимедово тело) с 14 гранями, составленный из 8 правильных треугольников и 6 квадратов.
В каждой из его 12 одинаковых вершин сходятся две квадратных грани и две треугольных. Телесный угол при вершине равен {\displaystyle \arccos \left(-{\frac {7}{9}}\right)\approx 0{,}78\pi .}
Кубооктаэдр имеет 24 ребра равной длины. Двугранный угол при любом ребре одинаков и равен {\displaystyle \arccos \left(-{\frac {\sqrt {3}}{3}}\right)\approx 125{,}26^{\circ }.}
Кубооктаэдр можно получить из куба, «срезав» с него 8 правильных треугольных пирамид; либо из октаэдра, «срезав» с него 6  квадратных пирамид; либо как пересечение имеющих общий центр куба и октаэдра.

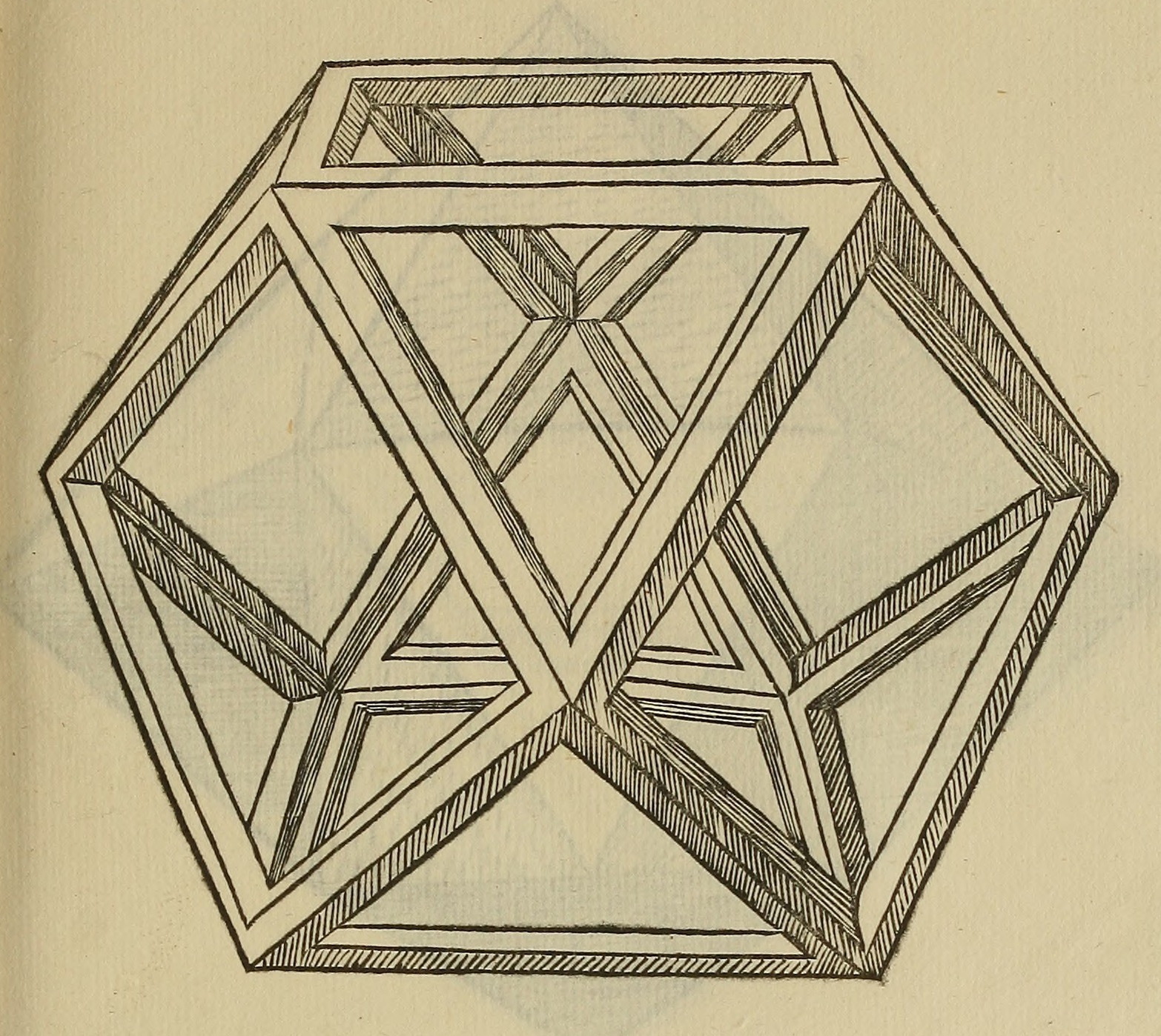
Иллюстрация Леонардо да Винчи к трактату Луки Пачоли «О божественной пропорции» (1509)

## В координатах
Кубооктаэдр с длиной ребра {\displaystyle {\sqrt {2}}} можно расположить в декартовой системе координат так, чтобы координаты его вершин были всевозможными перестановками чисел {\displaystyle (0;\;\pm 1;\;\pm 1).}
Начало координат {\displaystyle (0;\;0;\;0)} будет при этом центром симметрии многогранника, а также центром его описанной и полувписанной сфер.

## Метрические характеристики
Если кубооктаэдр имеет ребро длины {\displaystyle a}, его площадь поверхности и объём выражаются как
{\displaystyle S=\left(6+2{\sqrt {3}}\right)a^{2}\approx 9{,}4641016a^{2},}
{\displaystyle V={\frac {5{\sqrt {2}}}{3}}\;a^{3}\approx 2{,}3570226a^{3}.}
Радиус описанной сферы (проходящей через все вершины многогранника) при этом будет равен
{\displaystyle R=a=1{,}0000000a,}
радиус полувписанной сферы (касающейся всех рёбер в их серединах) — 
{\displaystyle \rho ={\frac {\sqrt {3}}{2}}\;a\approx 0{,}8660254a.}
Вписать в кубооктаэдр сферу — так, чтобы она касалась всех граней, — невозможно. Радиус наибольшей сферы, которую можно поместить внутри кубооктаэдра с ребром {\displaystyle a} (она будет касаться только всех квадратных граней в их центрах), равен
{\displaystyle r_{4}={\frac {\sqrt {2}}{2}}\;a\approx 0{,}7071068a.}
Расстояние от центра многогранника до любой треугольной грани превосходит {\displaystyle r_{4}} и равно
{\displaystyle r_{3}={\frac {\sqrt {6}}{3}}\;a\approx 0{,}8164966a.}

## Звёздчатые формы
Кубооктаэдр образует звёздчатые формы:

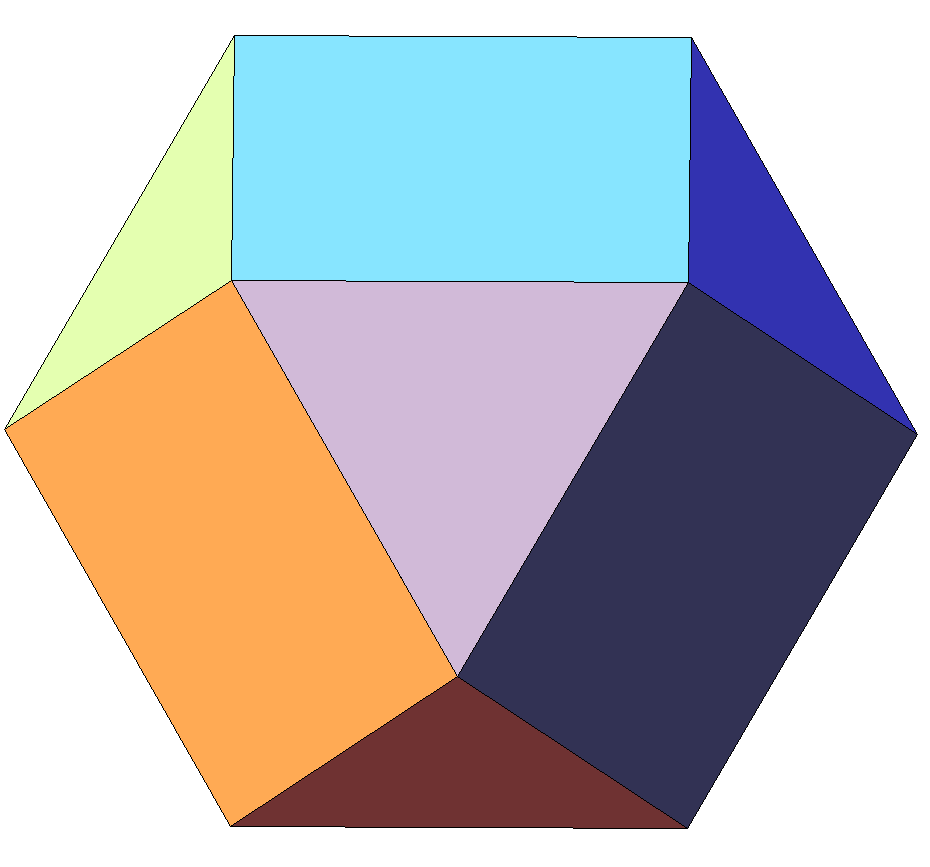
Исходный многогранник
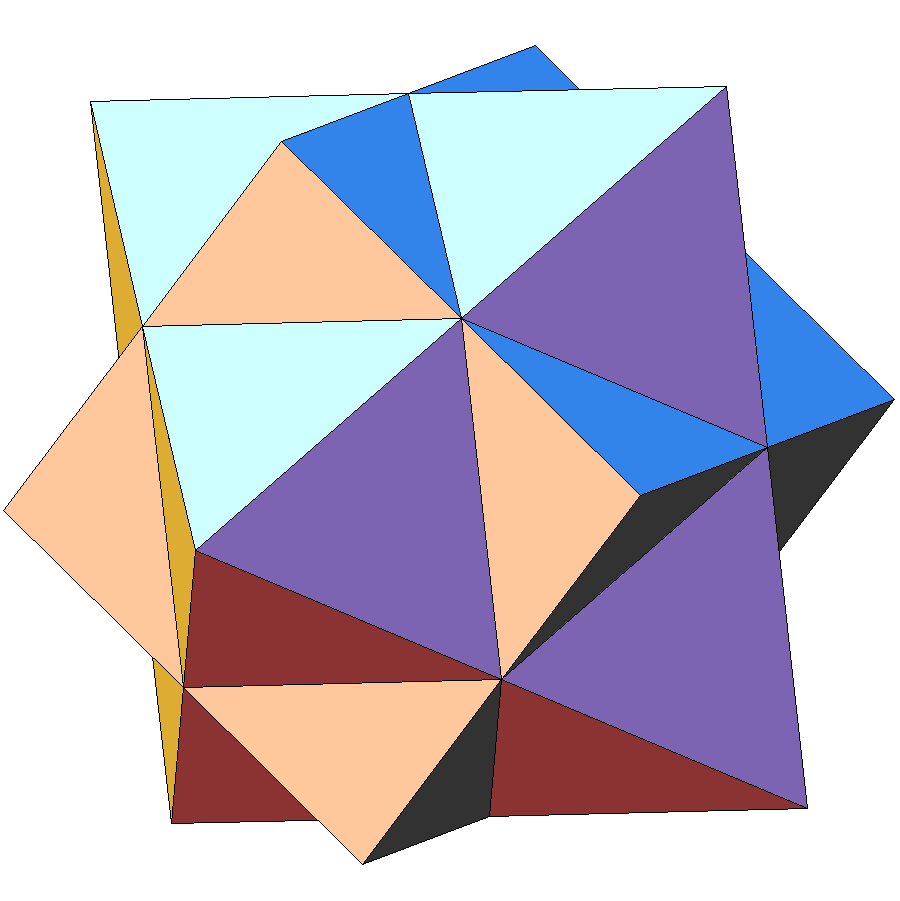
Первая звёздчатая форма
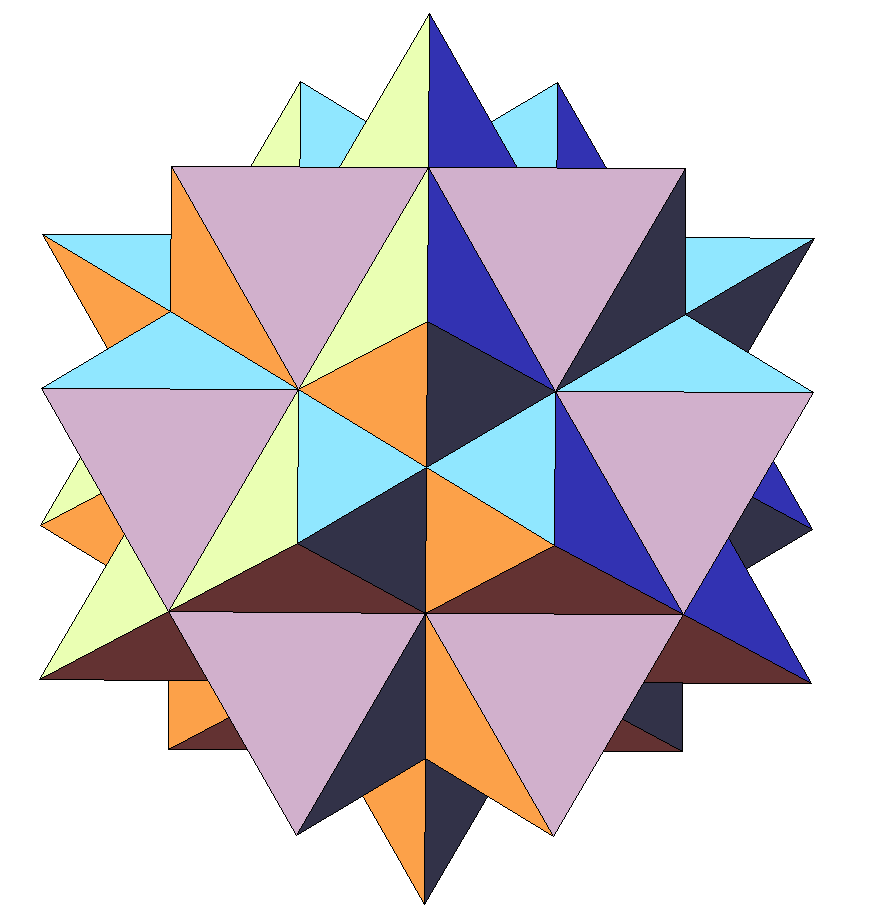
Вторая звёздчатая форма
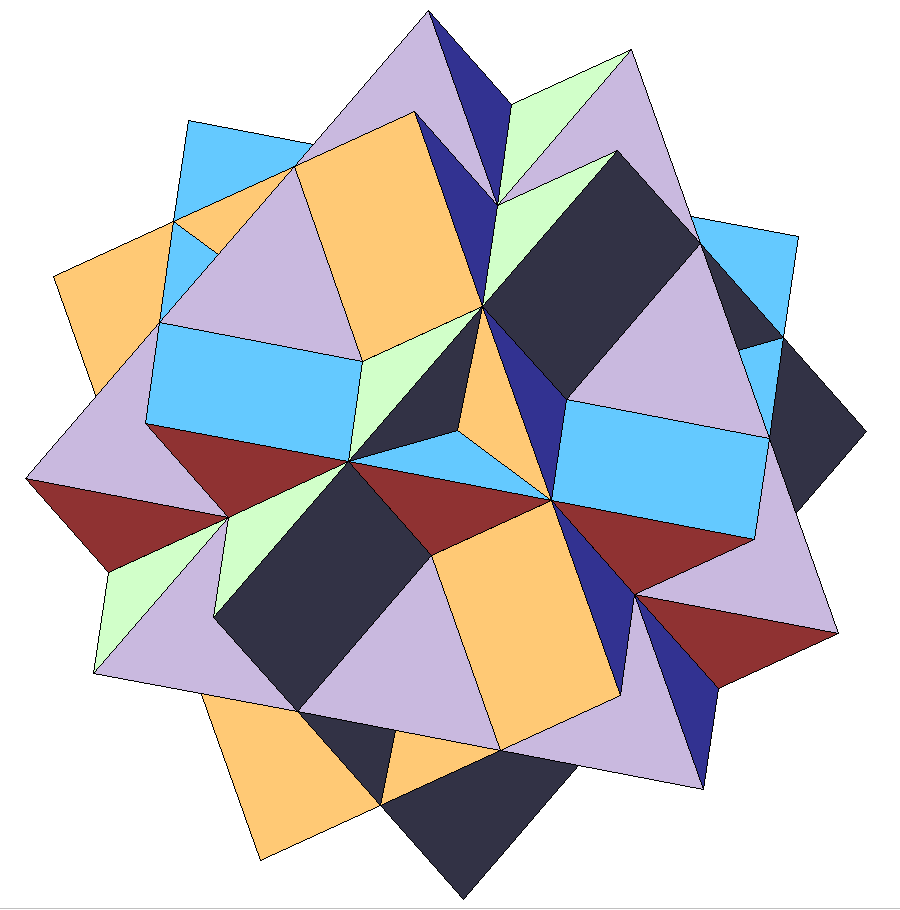
Третья звёздчатая форма
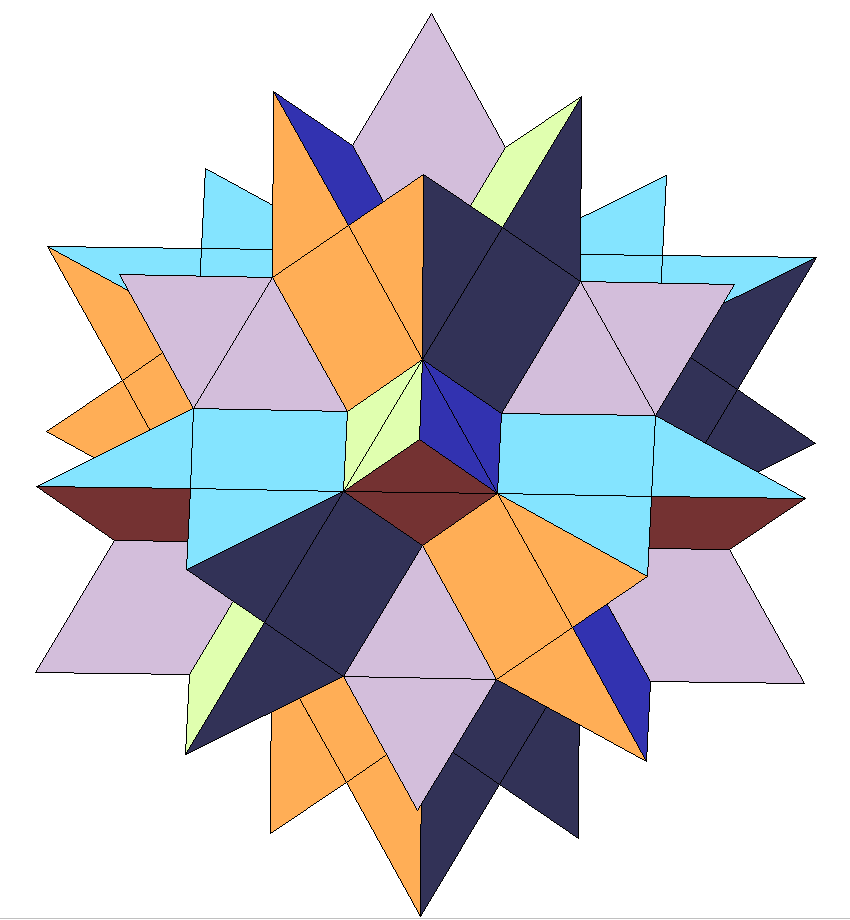
Четвёртая звёздчатая форма

## Заполнение пространства
Одними только кубооктаэдрами замостить трёхмерное пространство без промежутков и наложений нельзя, но это можно сделать с помощью кубооктаэдров вместе с другими многогранниками:

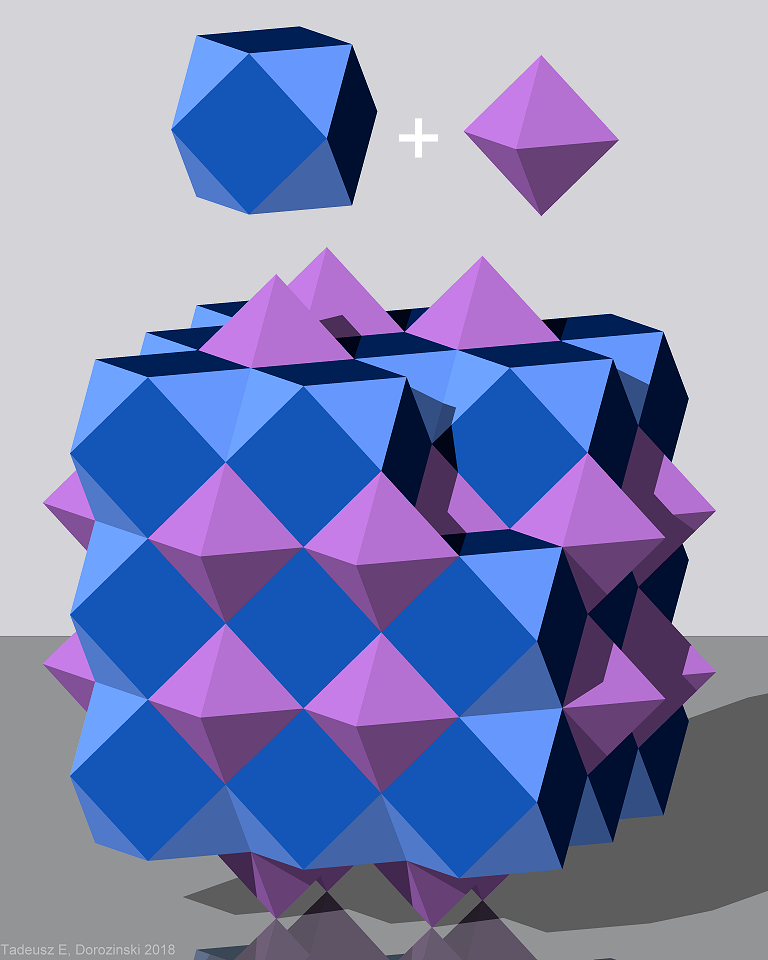
Кубооктаэдры и октаэдры
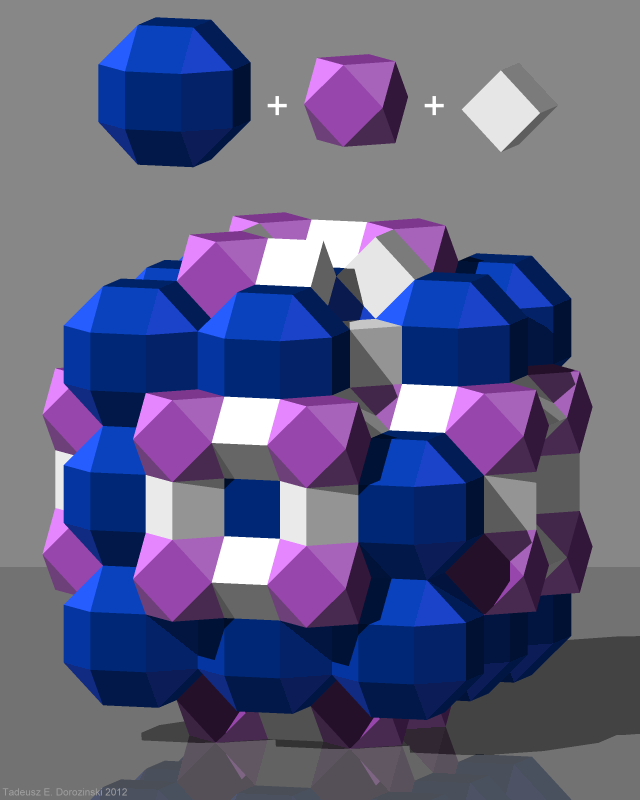
Ромбокубоктаэдры, кубооктаэдры и кубы
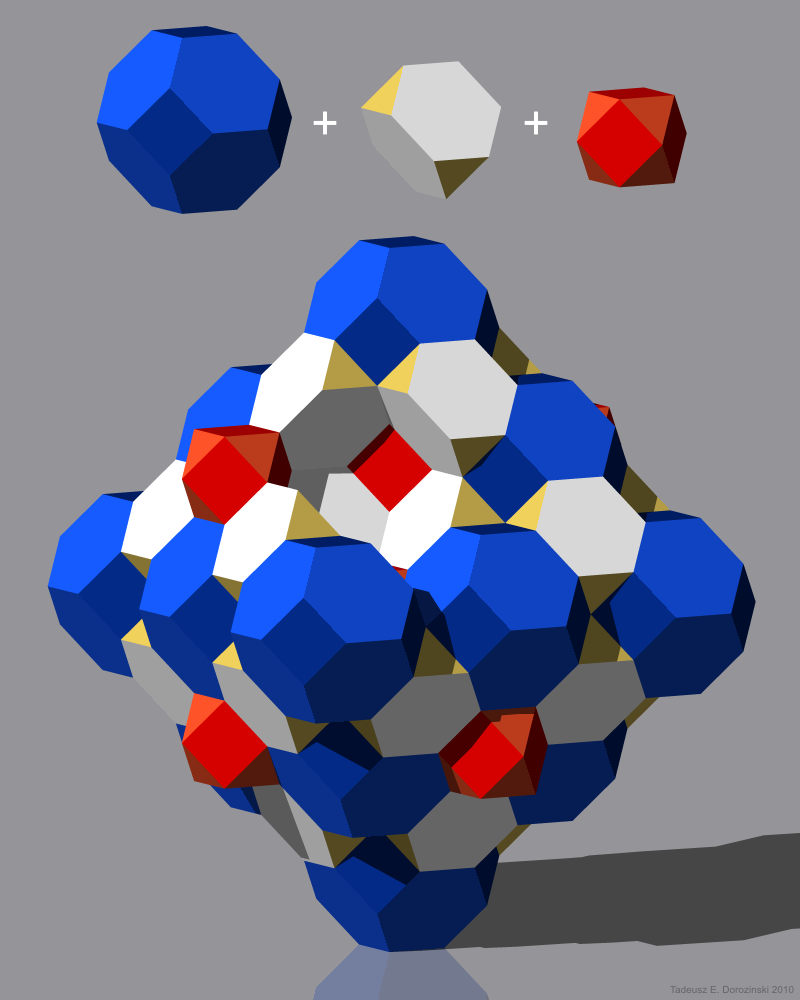
Усечённые октаэдры, усечённые тетраэдры и кубооктаэдры
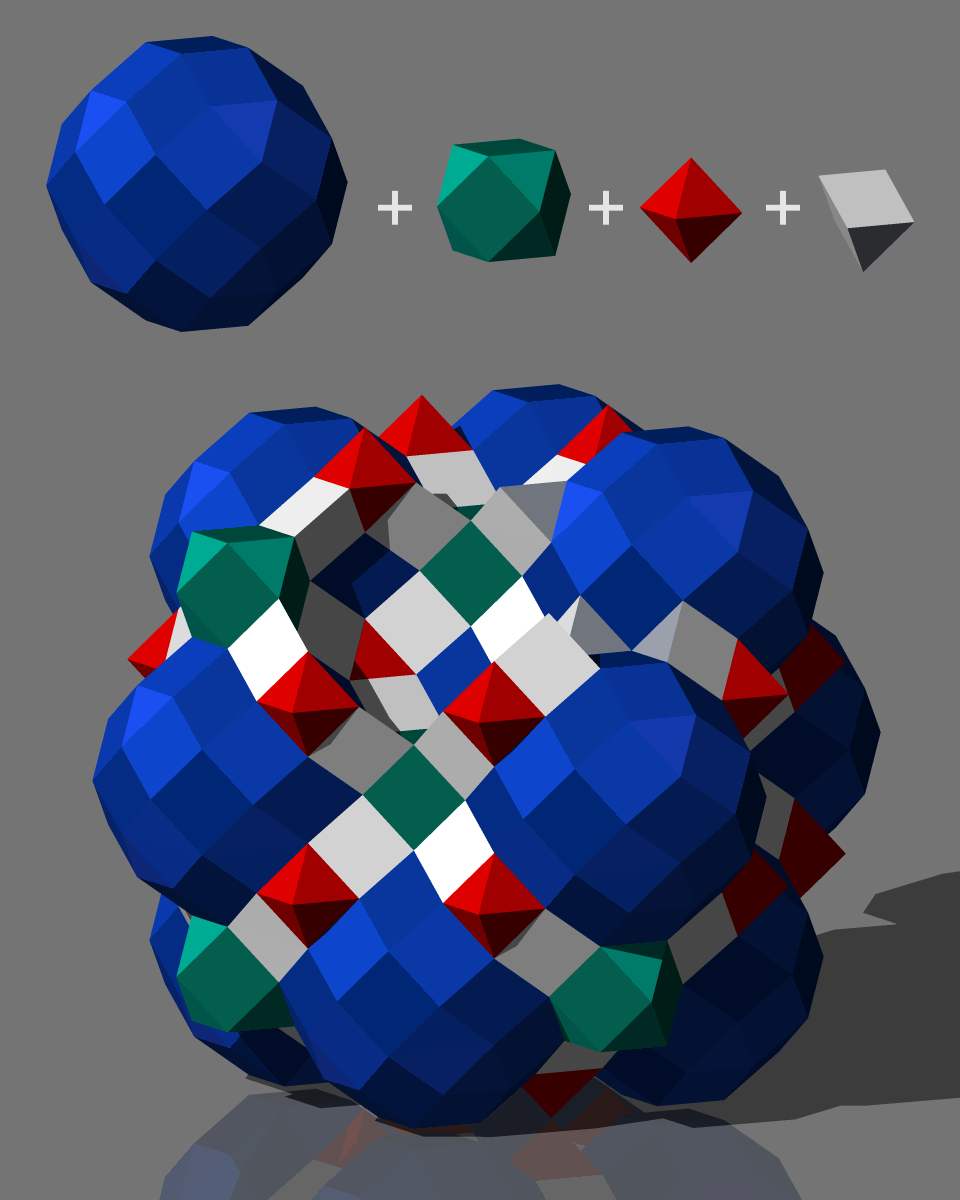
Растянутые ромбододекаэдры, кубооктаэдры, октаэдры и треугольные призмы

## В природе и культуре
Одним из символов компьютерной игры Elite стала космическая станция в форме кубооктаэдра с люком на квадратной грани. Впоследствии её внесли и в Elite: Dangerous.

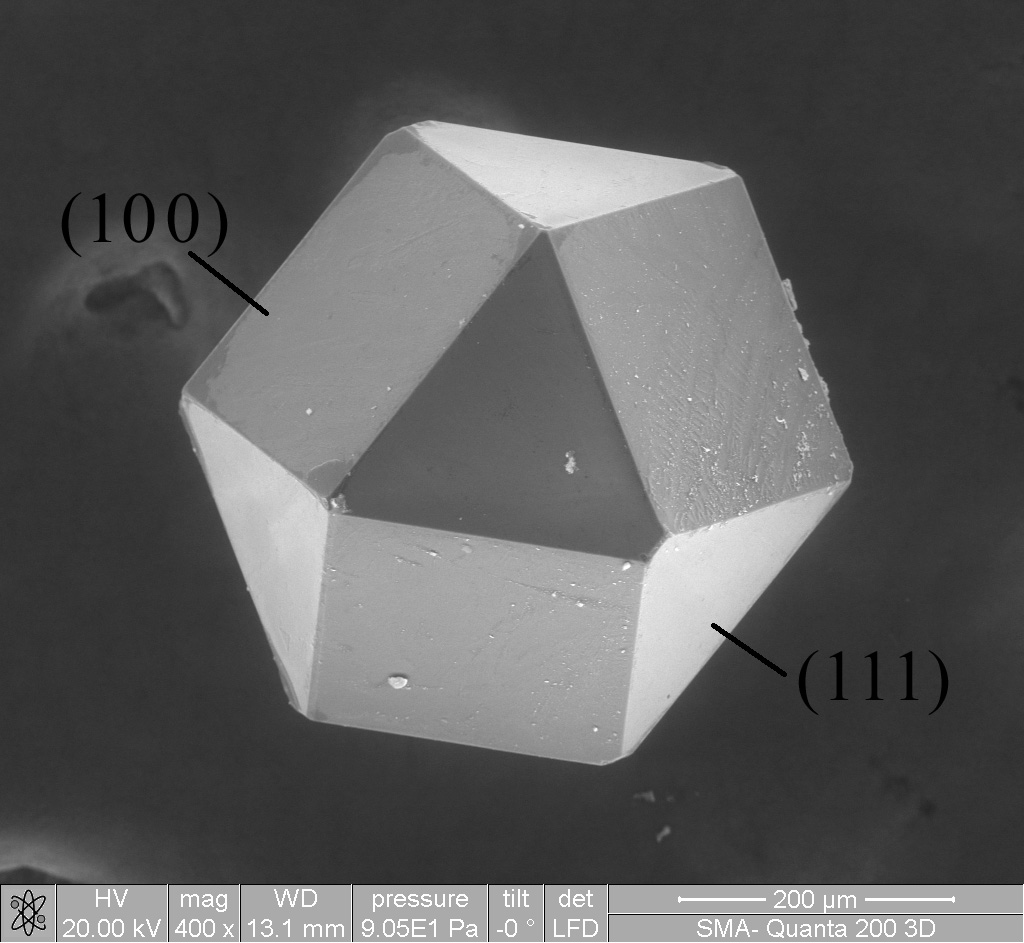
Кристалл синтетического алмаза под электронным микроскопом
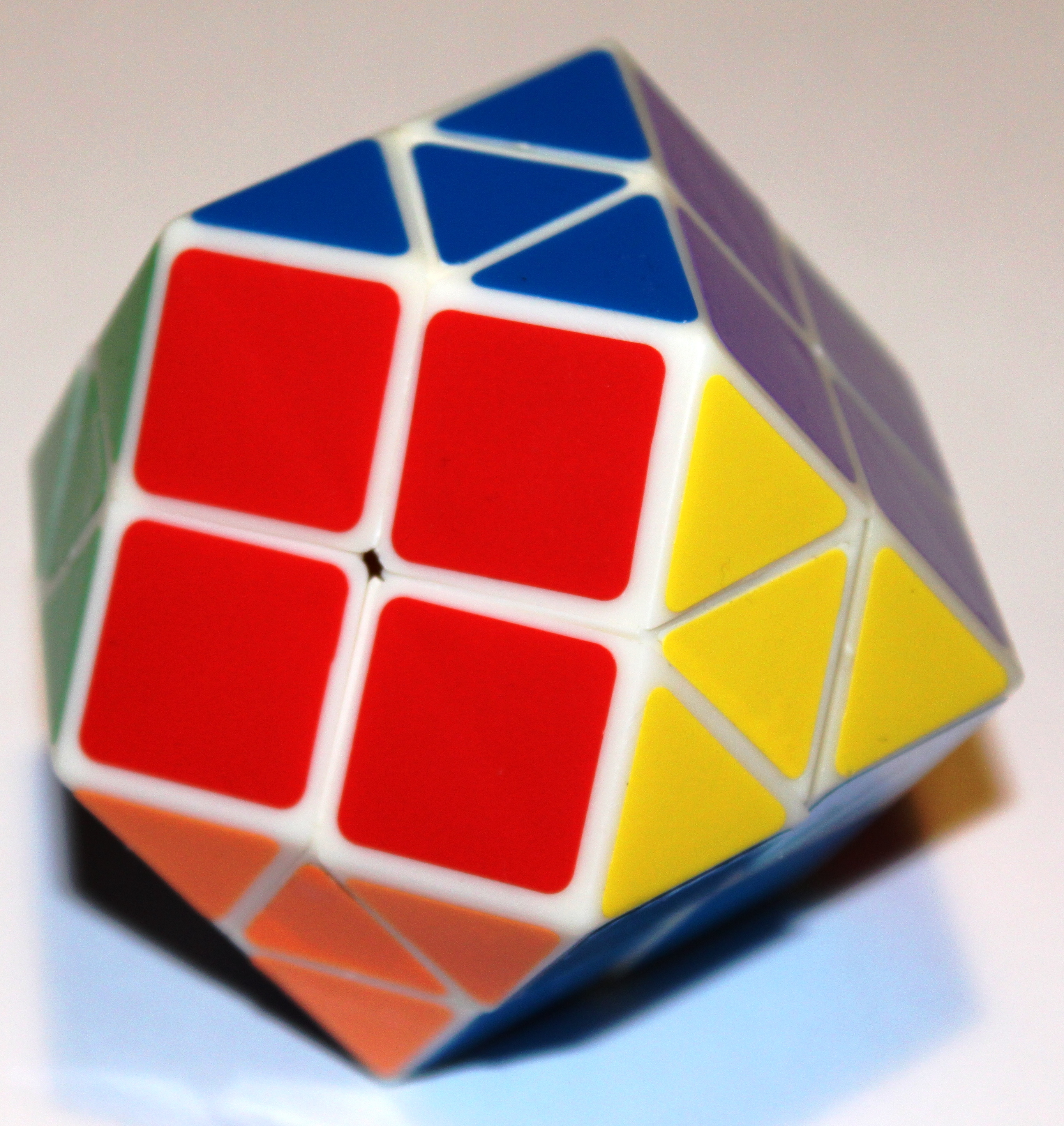
Вариант кубика Рубика
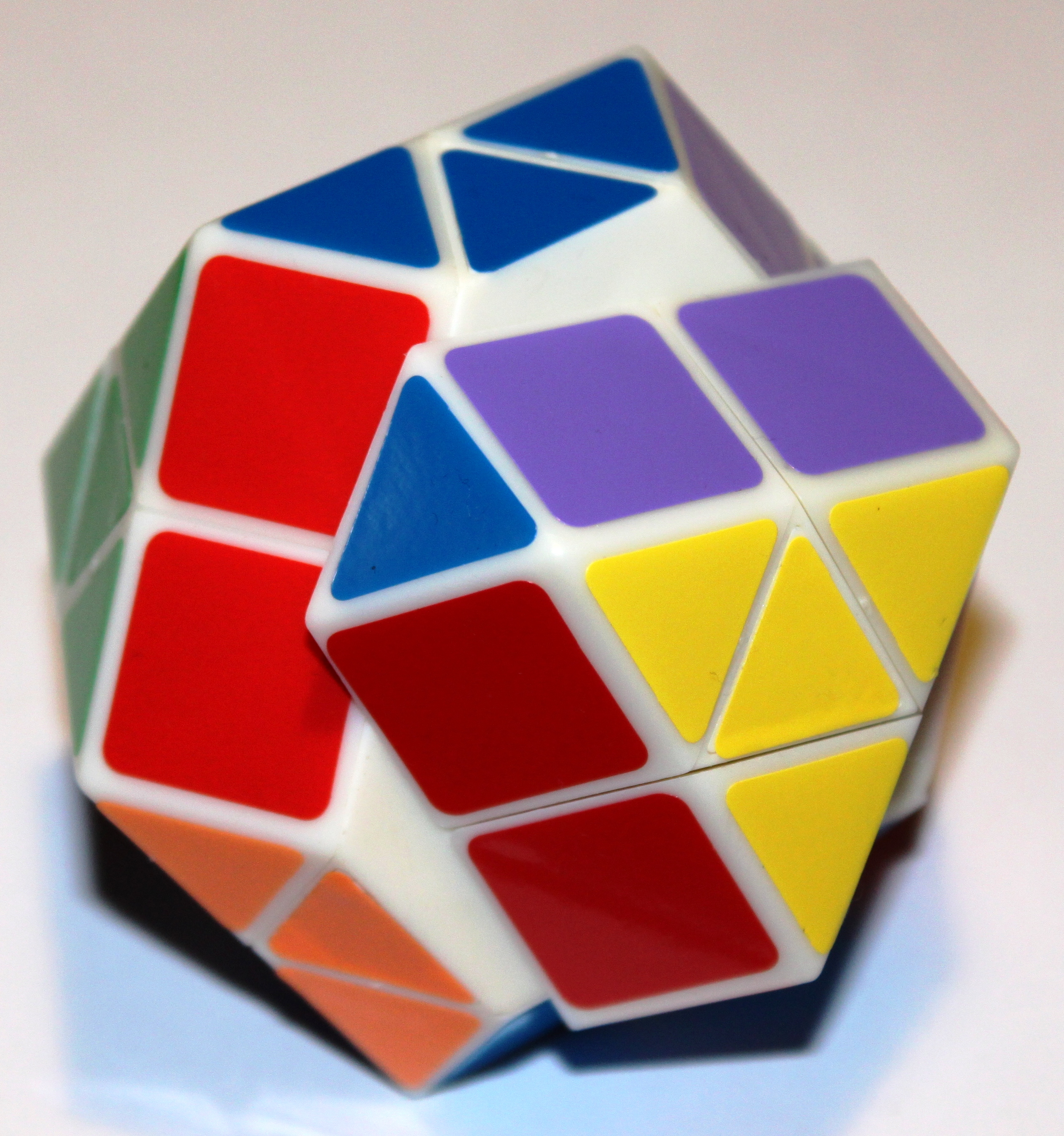